# International Association for Political Science Students

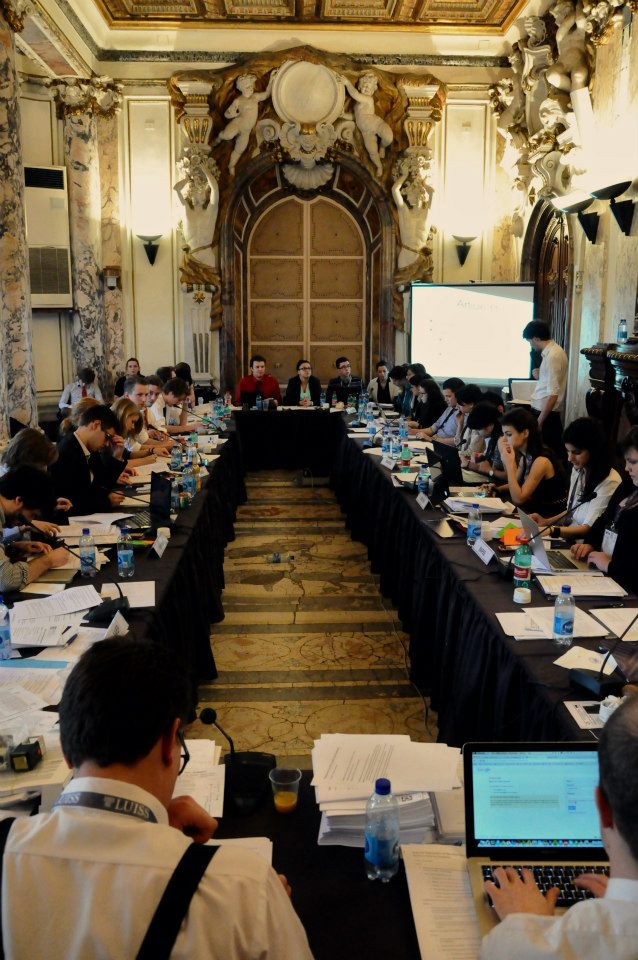
International Association for Political Science Students, Generalversammlung 2013 in Rom

Die International Association for Political Science Students (IAPSS) ist der internationale Dachverband für Studenten der Politikwissenschaft und solche, die in engen Nachbardisziplinen studieren. Der Verband bezeichnet sich selbst als politisch unabhängig und nicht profitorientiert. Er organisiert internationale Veranstaltungen wie Konferenzen und Studienfahrten und unterstützt Studenten der Politikwissenschaft mit hauseigenen Dienstleistungen.
Die IAPSS versteht sich als Dachverband lokaler, regionaler und nationaler Verbände für Politikstudierende und bietet für diese und ihre individuellen Mitglieder Unterstützung in Form einiger Dienstleistungen an. Neben jenen Dienstleistungen fungiert die IAPSS als Veranstalter vieler wissenschaftlicher Konferenzen, Studienfahrten und Summer Schools. Diese Veranstaltungen sollen den Teilnehmern helfen, ihre Fähigkeiten auf dem Gebiet der Wissenschaft auszubauen und außerdem durch den interkulturellen Austausch ihren Horizont zu erweitern. Die Publikationen der Organisation, Politikon und Encuentro Latinoamericano und der Blog, A Different View, veröffentlichen regelmäßig die Arbeit von Studenten. Die IAPSS ist außerdem regelmäßig bei Konferenzen anderer großer Organisationen anwesend und entsendet Delegationen. Auch diese setzen sich aus Studenten zusammen, deren Arbeit unterstützt werden soll.

## Geschichte
Die IAPSS wurde 1998 offiziell in Leiden, in den Niederlanden, gegründet. Erste Ideen zur Gründung einer solchen Organisation wurden allerdings schon 1996 während eines Studienaustausches der Universität Leiden und der Universität Roma Tre diskutiert. Im Jahr 2003 wurde erstmals der Sitz des Vereines nach Ljubljana, Slowenien verlegt, wo ein ständiger Sitz eingerichtet wurde. Darauffolgend wurde 2004 auch das erste Executive Committee gewählt. Daraufhin wurde auch die rechtliche Verlegung nach Slowenien im Jahre 2005 abgeschlossen. Aufgrund logistischer Erwägungen und wegen der Nähe zur EU-Hauptstadt Brüssel entschloss sich die Organisation erneut umzuziehen, dieses Mal zurück in die Niederlande, nach Nijmegen. Der neue permanente Sitz befindet sich in der Radboud-Universität Nijmegen.
Die IAPSS hält über 20 Mitglieder in Form von Verbänden und außerdem eine Vielzahl von individuellen Mitgliedern. Außerdem pflegt die IAPSS enge Kontakte zu anderen Verbänden der Politikwissenschaft, zum Beispiel mit der International Political Science Association, der International Studies Association, der American Political Science Association und dem Europäischen Konsortium für Politische Forschung.

## Aufbau
Die IAPSS besteht aus zwei Typen Mitgliedern, den individuellen Einzelmitgliedern und den Verbänden, die in die Organisation eintreten. Des Weiteren baut der Verband auf drei wichtigen Institutionen auf. Der general assembly, dem executive committee und dem supervisory committee. Außerdem führt das editorial board die laufenden Geschäfte der Publikationen der IAPSS.
Die General Assembly ist das höchste beschlussfassende Gremium der IAPSS. Sie tritt planmäßig zweimal im Jahr zusammen und setzt sich aus allen Mitgliedern, Verbänden als auch Einzelmitgliedern zusammen. Die Versammlung wählt unter anderem auch das executive committee und das supervisory committee. Außerdem bestimmt sie die langfristige Zielsetzung und die jährlichen Aufgaben der Organisation.
Das Executive Committee setzt sich aus sieben Mitgliedern zusammen. Das Gremium übernimmt die Ausführung sämtlicher ihm übertragenen Aufgaben. Zum Beispiel ist es für die Organisation der Konferenzen verantwortlich, der Bereitstellung von Dienstleistungen für die Mitglieder und die Repräsentation der Organisation nach außen.
Das Supervisory Committee setzt sich aus drei Mitgliedern von mindestens drei verschiedenen Nationalitäten zusammen. Es überwacht die Ausführung der Aufgaben durch das Executive Committee sowie die Einhaltung des finanziellen Rahmens.
Das Editorial Board ist verantwortlich für das regelmäßige Erscheinen der Publikationen der IAPSS.

## Veranstaltungen

### Annual Academic Conference and General Assembly
Die Academic Conference and General Assembly ist die Hauptveranstaltung der IAPSS. Sie wird jährlich von einem der Verbandsmitglieder an wechselnden Orten der Welt ausgerichtet.
Die AC/GA ist in zwei Abschnitte aufgeteilt. Im ersten Abschnitt, der academic conference, wird eine wichtige Thematik der Politikwissenschaft in Vorlesungen, Seminaren und workshops behandelt. Im zweiten Abschnitt, der general assembly, findet die Jahreshauptversammlung der IAPSS statt. Jene legt die Aufgaben für das nächste Jahr fest und wählt die betreffenden Verantwortlichen in die Ämter.

### Academic Conferences
Neben der AC/GA veranstaltet die IAPSS auch regelmäßig rein akademische Konferenzen, die sich ebenfalls mit einem ausgewählten zentralen Thema der Politikwissenschaft auseinandersetzen. Hier steht die Arbeit von Studenten im Vordergrund, denen eine Plattform gegeben werden soll, sich und ihre Arbeit zu präsentieren.

### Studienfahrten
Die IAPSS organisiert mehrfach jährlich Studienfahrten an ausgewählte Orte, in denen sich politisches Tagesgeschäft konzentriert. Diese Studienfahrten dauern zumeist 3 bis 10 Tage. Im Vordergrund stehen institutionelle Besuche und der Austausch mit Akteuren aus der Politik.

## Publikationen

### Politikon
Politikon ist die zentrale Veröffentlichung der IAPSS. Sie besteht vollständig aus akademischen Arbeiten von Studenten und wird vierteljährlich veröffentlicht – mit Ausnahme der Zeit zwischen 2009 und 2011, in der das Konzept umfassend überarbeitet wurde. Die Artikel werden von den Mitgliedern des Editorial Boards einem kritischen Prüfprozess unterzogen, bevor sie erscheinen, um die Qualität der Veröffentlichung zu garantieren.

### Encuentro Latinoamericano
Encuentro Latinoamericano ist die Lateinamerika-fokussierte Veröffentlichung der IAPSS.

### A Different View
A Different View war ebenfalls eine langjährige Veröffentlichung der IAPSS, bis zu einem Online-Blog umgebaut wurde. Dort werden unterschiedlichste Themen, nicht nur aus einer akademischen, sondern auch aus einer politischen Sicht behandelt.

## IAPSS Executive Committee 2017/2018
Das Executive Committee bildet den geschäftsführenden Vorstand der Organisation. Momentan setzt er sich aus 8 Mitgliedern zusammen, zu denen das Amt des Präsidenten, des Generalsekretärs und des Vizepräsidenten, sowie des Schatzkanzlers zusammen. 5 Mitglieder des Executive Committee sind auch als Ressortleiter der Ressorts Akademische Angelegenheiten, Veranstaltungen, Internationale Kooperation & Öffentlichkeitsarbeit, World Congress und Convention tätig.
| Position                                           | Person               |
| -------------------------------------------------- | -------------------- |
| Präsident                                          | Kateryna Dyshkantyuk |
| Generalsekretär                                    | Gentiana Fana        |
| Schatzkanzler                                      | Vanessa Pischulti    |
| Akademische Angelegenheiten                        | Max Steuer           |
| World Congress                                     | Eren Demirbaş        |
| Convention                                         | Alberto Vélez        |
| Veranstaltungen                                    | Farieha Mirzada      |
| Internationale Kooperation & Öffentlichkeitsarbeit | Belen Cruz           |